# Gråbent sumphöna
Gråbent sumphöna (Rallina eurizonoides) är en syd- och sydostasiatisk fågel i familjen rallar inom ordningen tran- och rallfåglar. Den förekommer i ett stort område från Pakistan till Filippinerna och Indonesien. Arten minskar i antal, men beståndet anses ändå vara livskraftigt.

## Utseende och läten

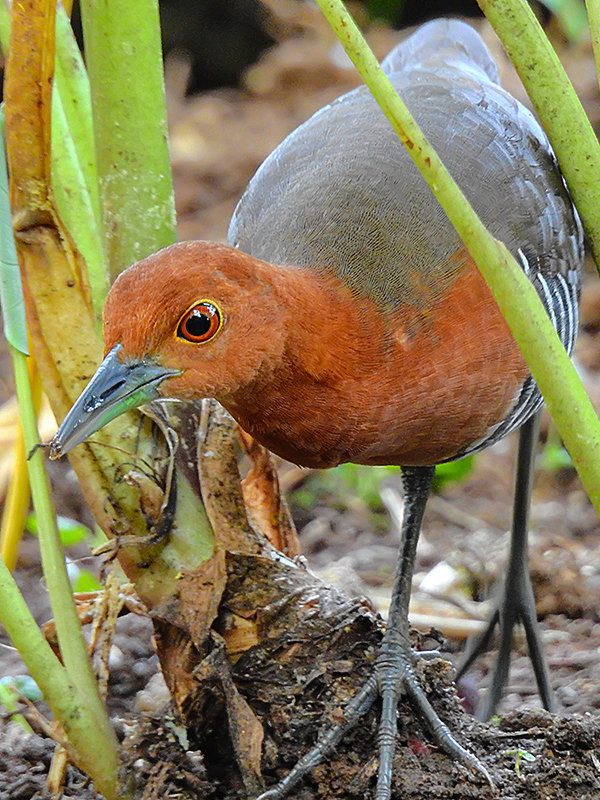

Gråbent sumphöna är en 25 cm lång brun rall med svartvit bandning på undersidan. Den skiljer sig från liknande rödbent sumphöna (Rallina fasciata) genom grönaktiga eller gråa ben, avsaknad av bandning på vingarna, olivbrun mantel som kontrasterar med rödbrun nacke och bröst, tydligt vit strupe och mer tätbandat vit på den mörka undersidan. Lätet är ett upprepat "kek-kek" eller ett nasalt "ow-ow" som hörs ihärdigt nattetid.

## Utbredning och systematik
Gråbent sumphöna har en vid utbredning från Pakistan till Filippinerna och Indonesien. Den delas in i sju underarter med följande utbredningsområden:
- Rallina eurizonoides amauroptera – Pakistan och Indien (Assam), övervintrar i Sri Lanka
- Rallina eurizonoides telmatophila – Myanmar, norra Thailand, Sumatra och Java
- Rallina eurizonoides sepiaria – Ryukyuöarna
- Rallina eurizonoides formosana – Taiwan och Lan-yu-ön
- Rallina eurizonoides eurizonoides – Filippinerna och ibland österut till Palau (västra Mikronesien)
- Rallina eurizonoides alvarezi – Batan-öarna (norr om Filippinerna)
- Rallina eurizonoides minahasa – Sulawesi och Sulaöarna

## Levnadssätt
Gråbent sumphöna återfinns i våtmarker i skogsområden. Den livnär sig på maskar, mollusker, insekter samt skott och frön från våtmarksväxter. Fågeln häckar mellan juni och september i Indien, april till juli i Ryukyuöarna och i april i Sulawesi.

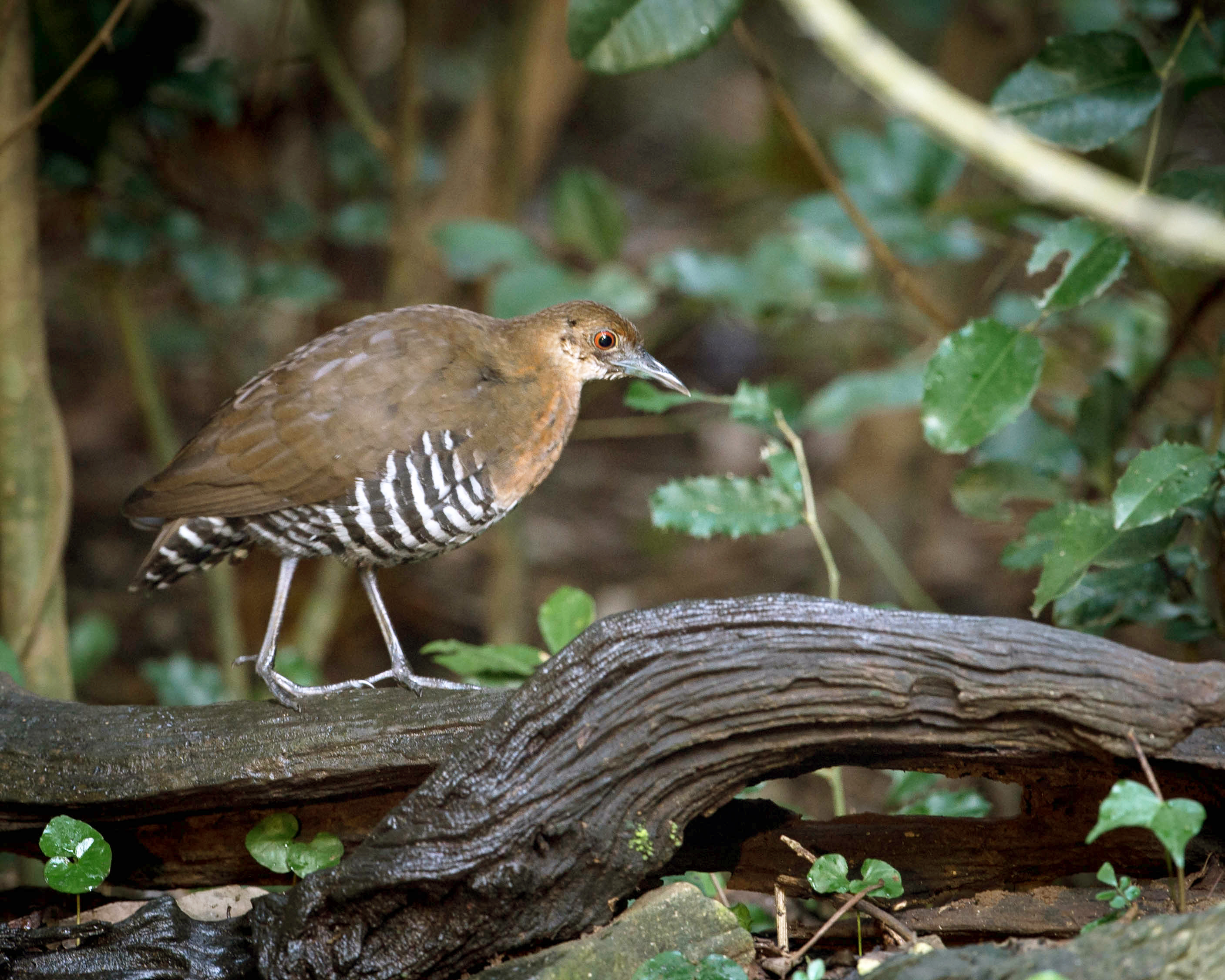

Boet placeras på marken eller i en lågväxande buske, vari den lägger fyra till åtta ägg. En studie utgörd i Nilambur, Kerala i södra Indien visar att den ruvar omkring 20 dagar.

## Status och hot
Arten har ett stort utbredningsområde och en stor population, men tros minska i antal, dock inte tillräckligt kraftigt för att den ska betraktas som hotad. Internationella naturvårdsunionen IUCN kategoriserar därför arten som livskraftig (LC).

## Taxonomi och namn
Gråbent sumphöna beskrevs för första gången som art av Frédéric de Lafresnaye 1845, som Gallinula eurizonoïdes. Dess vetenskapliga artnamn eurizonoides kommer av att den ansågs likna rödbent rall (R. fasciata), som tidigare hade artnamnet euryzona. Ändelsen -oides är grekiska och betyder just "liknar". Fågeln har på svenska tidigare kallats gråfotad bandrall.